# Carmenta pallene
Carmenta pallene là một loài bướm đêm thuộc họ Sesiidae. Nó được Druce miêu tả năm 1889. It was described từ Tabasco in México, but it is also có ở Arizona.